# Riley 2 ½
La 2 ½ è un'autovettura di fascia medio-alta prodotta dalla Riley dal 1937 al 1939. Il nome completo della vettura era 2 ½ Big Four. Il modello era complementare alla più piccola 1 ½, e sostituì la 9/80.
Il motore montato sulla 2 ½ era un quattro cilindri in linea da 2.443 cm³ di cilindrata e 82 CV di potenza. Questo propulsore possedeva due carburatori SU, e consentiva al modello di raggiungere la velocità massima di 130 km/h. Il modello era disponibile con un solo tipo di carrozzeria, roadster due porte.
Nel 1939 l'assemblaggio della 2 ½ terminò a causa dello scoppio della seconda guerra mondiale. Dopo il conflitto, la produzione del modello non riprese. La 2 ½ fu poi sostituita dalla RM.